# Kenjirō Den
Kenjirō Den (jap. 田 健治郎 Den Kenjirō;  ur. 25 marca 1855 w Tambie, zm. 16 listopada 1930 w Tokio) – ósmy gubernator generalny Tajwanu i pierwszy cywilny urzędnik na  tym stanowisku.

## Zarys biografii
Członek Izby Parów – mianowany gubernatorem generalny Tajwanu w październiku 1919, funkcję tę sprawował do września 1923. Powołanie cywila na to stanowisko było wyrazem zacieśniania kontroli nad kolonią przez metropolię. Uprawnienia gubernatora do stanowienia prawa zostały ograniczone, choć nie zniesione, a na szerszą skalę  zaczęto wdrażać stosowanie prawa obowiązującego na Wyspach Japońskich.
Den był zwolennikiem asymilacji Tajwańczyków i ich japonizacji w jak najszerszym zakresie. W tym celu zniósł segregację w szkołach, udostępniając je w równym stopniu mieszkającym na Tajwanie Japończykom i Chińczykom. Był też zwolennikiem szeroko zakrojonej polityki akulturacji, wykraczającej poza formalną edukację. W jego koncepcji Tajwańczycy nie tylko mieli się nauczyć japońskiego i zmienić swój styl życia na japoński, ale też nabrać „japońskiego ducha”.
W późniejszych latach pełnił funkcję ministra sprawiedliwości (1923) i ministra rolnictwa (1923).